# Geogamasus incisus
Geogamasus incisus är en spindeldjursart som beskrevs av Wolfgang Karg 1976. Geogamasus incisus ingår i släktet Geogamasus och familjen Ologamasidae. Inga underarter finns listade i Catalogue of Life.